# Люди и разбойники из Кардамона
Люди и разбойники из Кардамона (норв. Folk og røvere i Kardemomme by) — детский сказочный роман норвежского писателя Турбьёрна Эгнера.

## Сюжет
Главный управляющий города Кардамона (он же — главный полицейский) Бастиан слишком мягкий, слишком жалостливый и слишком любит массовые гулянья. Поэтому у трёх братьев-разбойников Каспера, Еспера и Юнатана, у которых есть лев, совершающих набеги на Кардамон, сытая и привольная жизнь. Отпор им никто дать не может.
В городе есть двухэтажный трамвай, который ездит по одному короткому маршруту, и кондуктор, который бесплатно угощает всех пассажиров пряниками. А ещё есть много праздников, многие из которых являются исключительно инициативой мэра. Кардамонцы крайне жизнерадостны по натуре, любят петь песенки, и даже собачки у них поют в своём собственном хоре.
Однажды разбойников посадили в тюрьму, но не подвергли мучениям, а отмыли, накормили и постригли. И тут выяснилось, что и у разбойников есть прошлое, и оно совершенно не связано с грабежами. В финале Каспер, Еспер и Юнатан стали самыми мирными людьми города: пожарным, пекарем и директором цирка.

## История
Детский роман увидел свет в 1955 году и был иллюстрирован лично Турбьёрном Эгнером. Также в книге были размещены авторские ноты.
В 1956 году роман был переведён на русский язык Т. А. Величко (стихи перевёл Юрий Вронский) и опубликован в СССР с иллюстрациями Бориса Диодорова. В позднейших переизданиях книги оригинальные авторские иллюстрации были восстановлены. Роман вошёл в сборник «Сказочные повести скандинавских писателей», изданный в СССР в 1987.
В 2002 году в России студией «Мастер-фильм» по мотивам книги был снят рисованный мультфильм «Из жизни разбойников» (в 2 частях). Сюжет значительно отличается от книги и повествование достаточно укорочено по сравнению с оригиналом.
В 1988 году Бентой Эриксен по мотивам романа был снят художественный фильм «Люди и разбойники из Кардамона».
В 1991 году, в комплексе Кристиансаннского зоопарка был открыт детский тематический парк «Кардамоновый город», в организации и проектировании которого помогал автор книги.